# Сволинский, Карел
Карел Сволинский (чеш. Karel Svolinský; 11 января 1896, Святой Копечек близ Оломоуца, Австро-Венгрия — 16 сентября 1986, Прага, Чехословакия) — чешский художник, график и книжный иллюстратор. Удостоен звания народного художника.

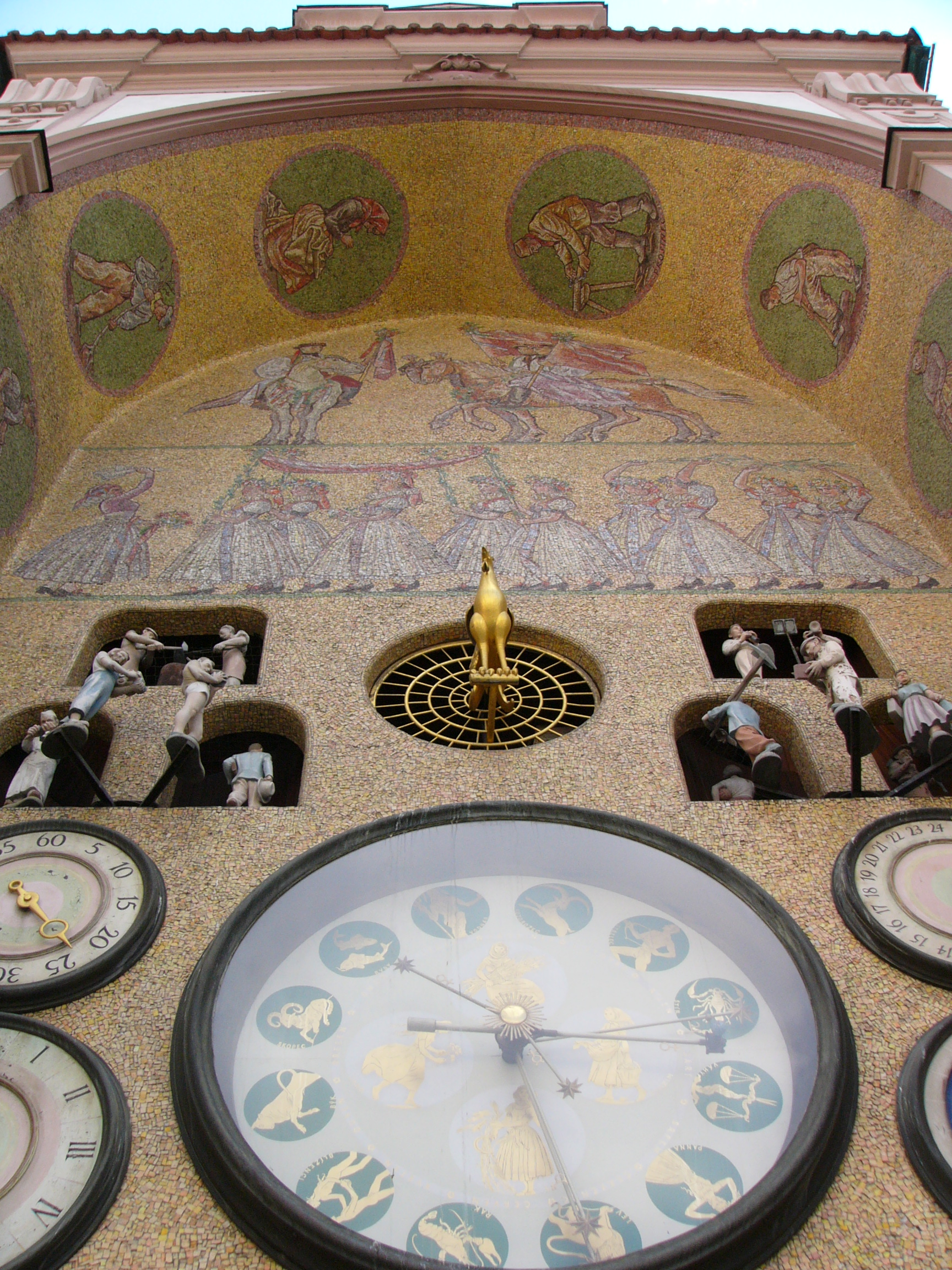
Оломоуцкие астрономические часы — художественная работа К. Сволинского при участии его жены Марии

## Биография
Изучал живопись в Пражской высшей школе прикладного искусства по классу Макса Швабинского. Позднее сам стал профессором в этом же учебном заведении. Был женат на скульпторе Марии Веселой, дочери генерала Франтишека Веселого (1864—1953).

## Творчество
Известность к художнику пришла в 1920-е годы после того, как он проиллюстрировал поэму «Май» Карела Махи. В художественное наследие Сволинского входят приблизительно 170 экслибрисов, 400 новогодних открыток и 210 эскизов почтовых марок Чехословакии, из которых 83 были выпущены в свет.
Как художник-график принимал участие в подготовке к изданию «Научной энциклопедии Отто». По рисункам Сволинского между 1947 и 1955 годами был сделан новый декор астрономических часов на ратуше Оломоуца (фигуры-марионетки для них создала жена художника, Мария Сволинска). Кроме этого, Сволинскому принадлежит декор витража одного из окон Собора Святого Вита в Праге, а также эскизы чехословацких банкнот.

## Награды и память
За графическую работу к поэме «Май» Сволинский завоевал гран-при на Международной выставке современных декоративных и промышленных искусств в Париже в 1925 году.
В 1981 году был награждён медалью чехословацкого Министерства транспорта и почты, также удостоен многих других наград в Чехословакии и за рубежом и получил звание народного художника.
В 1990 году была издана почтовая марка Чехословакии «День чехословацкой почтовой марки» (Sc #2814), которая одновременно была посвящена Карелу Сволинскому и на которой были даны автопортрет художника и рисунок ранней почтовой миниатюры его работы, выпущенной в 1963 году по случаю 60-летия певческого клуба моравских учителей (Sc #1182).
К столетию со дня рождения Сволинского в его честь в Чехии была выпущена серебряная монета номиналом в 200 крон.
В 2001—2002 годах в Национальной галерее в Праге прошла ретроспективная выставка работ Сволинского.